# John W. Brown (directeur de la photographie)
Pour les articles homonymes, voir John W. Brown (décorateur) et Brown.
Cet article possède un paronyme, voir John Brown (homonymie).
John Webster Brown, alias John W. Brown (né le 24 juin 1882 à Aberdeen, Écosse, et mort le 8 septembre 1949 dans le comté de Los Angeles, Californie) est un directeur de la photographie ayant travaillé à l'époque du cinéma muet, avec John Ford par exemple.

## Filmographie
- 1915 : The Miracle of Life
- 1915 : The Quest
- 1916 : The Torch Bearer
- 1916 : The Man Who Would Not Die
- 1916 : The Pursuing Vengeance
- 1916 : Soul Mates
- 1916 : The Blue Riders
- 1917 : The Gown of Destiny
- 1917 : À l'assaut du boulevard (Bucking Broadway) de John Ford
- 1917 : Who Goes There?
- 1917 : I Will Repay (en) de William P. S. Earle
- 1917 : A Marked Man de John Ford
- 1917 : Mary Jane's Pa
- 1917 : His Own People
- 1918 : Virtuous Wives
- 1918 : Le Frère de Black Billy (Three Mounted Men) de John Ford
- 1918 : The Deciding Kiss
- 1918 : The Soap Girl
- 1918 : Quelle femme ! (Which Woman?) de Tod Browning et Harry A. Pollard
- 1918 : Danger Within
- 1918 : Little Miss No-Account
- 1918 : The Magic Eye
- 1918 : Thieves Gold de John Ford
- 1918 : La Femme sauvage (Wild Women) de John Ford
- 1918 : The Wooing of Princess Pat
- 1918 : Le Cavalier fantôme (The Phantom Riders) de John Ford
- 1919 : The Broken Melody (en) de William P.S. Earle
- 1919 : The Capitol
- 1919 : Les Hommes marqués (Marked Men) de John Ford
- 1919 : Tête brûlée (A Gun Fightin' Gentleman) de John Ford
- 1919 : The Undercurrent
- 1919 : The Mind-the-Paint Girl
- 1919 : Black Billy au Canada (The Rider of the Law) de John Ford
- 1919 : Someone Must Pay
- 1919 : Le Roi de la prairie (Ace of the Saddle) de John Ford
- 1919 : Le Proscrit (The Outcasts of Poker Flat) de John Ford
- 1919 : The Last Outlaw de John Ford
- 1919 : La Vengeance de Black Billy (Riders of Vengeance) de John Ford
- 1919 : The Gun Packer de John Ford
- 1919 : Le Serment de Black Billy (Bare Fists) de John Ford
- 1919 :  À la frontière (A Fight for Love) de John Ford
- 1919 : The Fighting Brothers de John Ford
- 1919 : Sans armes (Roped) de John Ford
- 1920 : The Daughter Pays
- 1920 : La Gamine (The Flapper) de Alan Crosland
- 1920 : Bullet Proof
- 1920 : The Girl in Number 29 de John Ford
- 1920 : A Fool and His Money
- 1920 : Footlights and Shadows
- 1920 : The Prince of Avenue A de John Ford
- 1921 : Ashamed of Parents
- 1921 : School Days
- 1921 : Action
- 1921 : Why Girls Leave Home
- 1921 : Society Snobs
- 1921 : Tiger True
- 1922 : Evidence
- 1922 : Channing of the Northwest
- 1922 : Reckless Youth
- 1922 : Your Best Friend
- 1923 : Three O'Clock in the Morning
- 1923 : Mariage rêvé (Marriage Morals)
- 1923 : Trifling with Honor
- 1924 : Youth for Sale
- 1924 : Lend Me Your Husband
- 1924 : The Spitfire
- 1924 : The Average Woman
- 1924 : The Lone Wolf
- 1924 : Restless Wives
- 1925 : The Police Patrol
- 1927 : The Nest